# Agárdi autóbusz-baleset
Az agárdi autóbusz-baleset 1992. szeptember 26-án 16 óra 45 perckor történt Agárdon.

## Baleset
Agárdon egy fénysorompóval biztosított útátjáróban egy 100 km/h-val haladó mozdony elgázolt egy német turistákat szállító német rendszámú Mercedes autóbuszt, amely tilos jelzésen haladt át. A busz 19 utasából 16-an meghaltak. A buszvezető könnyebben, ketten súlyosan sérültek meg. A baleset közelében emlékművet állítottak